# Ole Bornemann Bull
 Ikke at forveksle med violinisten Ole Bull.
 Der er flere personer med dette navn, se Ole Bornemann Bull (flertydig).
Ole Bornemann Bull (født 31. august 1842 i Arendal, død 10. april 1916) var en norsk læge.
Bull blev cand. med. 1869 og var siden, med undtagelse af 1873-76, da han var bosat som læge i Minneapolis i Nordamerika, praktiserende læge i Kristiania, særlig som specialist i øjen- og øresygdomme. Hans første opsigtsvækkende arbejde var det i forening med overlæge G.A. Hansen udgivne skrift The leprous diseases of the eye (1873). Af hans senere skrifter mærkes det for doktorgraden udgivne arbejde De paa lues beroende patologiske Forandringer af Øjenbunden (1880) og The Ophthalmoscope and Lues (1884). Andre værker er Perimetrie (1895), der lønnedes med kronprinsens guldmedalje, og det
også prisbelønnede Krankheiten der Retinalgefässe (1903).